# Du & Du & Du
Du & Du & Du är en ungdomsbok, utgiven år 1998, skriven av den svenska författaren  Per Nilsson

## Handling
I boken får man följa de tre svenska ungdomarna: Anon, Zarah och Nils.
Anon är en 12-årig drömmare som går sin egen väg, men som inte accepteras av de andra i klassen. Zarah är 17 år och praktiserar på ett dagis, trots att hon inte tycker om barn. Nils är 20 år och besatt av tankar på döden.